# Johnny Mandel
John Alfred Mandel (Nova Iorque, 23 de novembro de 1925 – Ojai, 29 de junho de 2020) foi um compositor estadunidense e foi primo do compositor Miles Goodman.

## Carreira
Amigo e colaborador de Robert Altman, Mandel fez a parceria com ele em That Cold Day in the Park (1969) e MASH (1970).

## Morte
Morreu no dia 29 de junho de 2020 em Ojai, aos 94 anos.